# Vierge d'humilité (Andrea di Bartolo)
La Vierge d'humilité  est une  peinture d'Andrea di Bartolo datant des environs de 1400, conservée au musée des beaux-arts de Montréal.

## Histoire
Le tableau, dont les dimensions laissent à penser à une œuvre de dévotion particulière (corporation, chapelle privée) fut acheté par le musée grâce aux bénéfices financiers du fonds  John W. Tempest et entra en 1954 dans la collection Art international ancien et moderne du MBAM, maintenant installé dans le pavillon Jean-Noël Desmarais au niveau 4.

## Iconographie
La Vierge d'humilité (de humus : « terre ») est une figure de l'iconographie chrétienne issue de la pré-Renaissance, dans le but  d'humaniser la représentation de la Vierge à l'Enfant en la posant non plus sur un trône, en majesté, mais sur le sol, un tapis d'herbe et de fleurs d'un support plus terrestre.

## Description
Sur un sol qu'on devine plus qu'il n'est montré, la Vierge vêtue d'un bleu devenu sombre porte l'Enfant habillé de rouge clair ; il tient un chardonneret, symbole de la Passion, comme les coqs chamarrant la robe de la Vierge. Sur le fond d'or, deux petites figures d'anges  posées sur un nuage joignent leurs mains, à la hauteur du visage de la Vierge, près du bord de son auréole incisée sur l'or du fond.

## Analyse
Toute la peinture siennoise s'exprime dans le tableau loin des innovations florentines du temps : fond entier plaqué de feuilles d'or, yeux en amandes, mains et doigts allongés de la facture byzantine, perspective inversée entre les figures des intercesseurs et des complémentaires mineures.